# Ham Neshīn
Ham Neshīn (persiska: هَمنِشين, هم نشین, Hamneshīn) är en ort i Iran.   Den ligger i provinsen Östazarbaijan, i den nordvästra delen av landet, 500 km nordväst om huvudstaden Teheran. Ham Neshīn ligger 538 meter över havet och antalet invånare är 131.
Terrängen runt Ham Neshīn är huvudsakligen kuperad. Ham Neshīn ligger nere i en dal. Runt Ham Neshīn är det ganska glesbefolkat, med 35 invånare per kvadratkilometer. Närmaste större samhälle är Jānān Lū, 10,5 km nordväst om Ham Neshīn. Trakten runt Ham Neshīn består i huvudsak av gräsmarker.